# Bill Davidson
William Morse Davidson, detto Bill (Detroit, 5 dicembre 1922 – Bloomfield Hills, 13 marzo 2009), è stato un imprenditore e dirigente sportivo statunitense, membro del Naismith Memorial Basketball Hall of Fame dal 2008 in qualità di contributore.
Davidson è stato il proprietario dei Detroit Pistons (NBA), delle Detroit Shock (WNBA), dei Tampa Bay Lightning (NHL), Detroit Vipers (International Hockey League), nonché comproprietario dei Detroit Fury (Arena Football League).
Con i Pistons ha vinto tre titoli NBA (1989, 1990, 2004). Con le Shock ha vinto tre campionati WNBA (2003, 2006 e 2008). Con i Vipers ha conquistato la Turner Cup 1997 e con i Lightning la Stanley Cup 2004. È l'unico proprietario ad aver vinto il titolo NBA e la Stanley Cup nella stessa stagione.